# Mount Hassel
Mount Hassel är ett berg i Antarktis. Det ligger i den centrala delen av kontinenten. Nya Zeeland gör anspråk på området. Toppen på Mount Hassel är 3 261 meter över havet. Berget är uppkallat efter Sverre Hassel, en av medlemmarna i Roald Amundsens expedition till Sydpolen 1911.
Terrängen runt Mount Hassel är kuperad åt sydväst, men platt mot nordost. Mount Hassel är den högsta punkten i trakten. Trakten är obefolkad.